# فيديريكو رومان
فيديريكو رومان (بالإيطالية: Federico Roman)‏ هو متسابق الحدث إيطالي، ولد في 29 يوليو 1952 في ترييستي في إيطاليا.

## وصلات خارجية
- فيديريكو رومان على موقع الاتحاد الدولي للفروسية (الإنجليزية)
- فيديريكو رومان على موقع FEI (رابط بديل) (الإنجليزية)
- فيديريكو رومان على موقع اللجنة الأولمبية الدولية (الإنجليزية)
- فيديريكو رومان على موقع أوليمبيديا (الإنجليزية)
- فيديريكو رومان على موقع اللجنة الأولمبية الإيطالية (الإيطالية)